# Laelia rubescens
Laelia rubescens Lindl., 1840 è una pianta della famiglia delle Orchidacee diffusa in Messico e America centrale.

## Descrizione
L. rubescens è un'orchidea di media taglia che normalmente cresce su tronchi d'albero (epifita) esposti al sole, ma ben raffreddati da correnti d'aria e solo raramente  è litofita;, si distingue dalle altre specie di Laelia per gli pseudobulbi compressi, di forma ovoidale e di aspetto molto rugoso, sottesi da guaine cartacee. Le foglie, normalmente una per pseudobulbo, raramente due, sono amplessicauli, coriacee, ovato-lanceolate, ad apice ottuso, a sezione a forma di V. La fioritura avviene sugli pseudobulbi di nuova vegetazione ed è costituita da un racemo lungo fino a 90 centimetri, ricoperto da guaine cartacee e recante i fiori tutti raggruppati al vertice. I fiori hanno dimensioni di circa cinque centimetri e sono di colore bianco tendente al rosso porpora, particolarmente evidente il color porpora nel labello.

## Distribuzione e habitat
L. rubescens è una pianta originaria degli altopiani del Messico meridionale e dell'America centrale, in regioni a clima arido con stagione secca, dove crescono in foreste caducifoglie dal livello del mare fino a 1700 metri di quota.

## Sinonimi
Amalia rubescens  (Lindl.) Heynh.,  1846

Cattleya rubescens  (Lindl.) Beer, 1854

Bletia rubescens  (Lindl.) Rchb.f. 1862

Laelia acuminata  Lindl., 1841

Laelia peduncularisLindl., 1842

Amalia acuminata (Lindl.) Heynh.,1846

Amalia peduncularis  (Lindl.) Heynh., 1846

Laelia pubescens  Lem., 1852

Cattleya acuminata (Lindl.) Beer, 1854

Cattleya peduncularis (Lindl.) Beer, 1854

Laelia violacea  Rchb.f., 1854

Bletia acuminata  (Lindl.) Rchb.f.,1862

Bletia peduncularis  (Lindl.) Rchb.f.,1862

Bletia violacea  (Rchb.f.) Rchb.f.,1862

Laelia inconspicua H.G.Jones, Adansonia, 1974

Laelia rubescens f. peduncularis  (Lindl.) Halb., 1993)

## Coltivazione
Questa specie richiede pieno sole ma buona ventilazione con temperature medio-alte, cresce bene su corteccia di felce e necessita acqua nella stagione della fioritura e secco nella stagione di riposo.